# Kaługa - Siergijew Skit
Kaługa - Siergijew Skit (ros. Калуга — Сергиев Скит) – stacja kolejowa w miejscowości Kaługa, w okręgu miejskim Kaługa, w obwodzie kałuskim, w Rosji. Położona jest na linii Moskwa – Briańsk – Kijów.

## Historia
W 1899 powstała tu mijanka Razjezd №19 (ros. Разъезд №19). Brak danych kiedy została ona rozbudowana do stacji. W 1906 w pobliżu wybudowano skit pw. św. Sergiusza z Radoneża, który stał się centrum pielgrzymkowym i od którego w 1916 stacja przyjęła nazwę Siergijew Skit (ros. Сергиев Скит). Mimo że sam skit został zamknięty wkrótce po rewolucji październikowej, stacja zachowała nazwę przez kilka dziesięcioleci, do 1958, gdy została ona zmieniona na Kaługa II (ros. Калуга II). Od 2010 z inicjatywy mieszkańców Kaługi trwały starania o przywrócenie historycznej nazwy. Została ona zmieniona na obecną 31 października 2022.

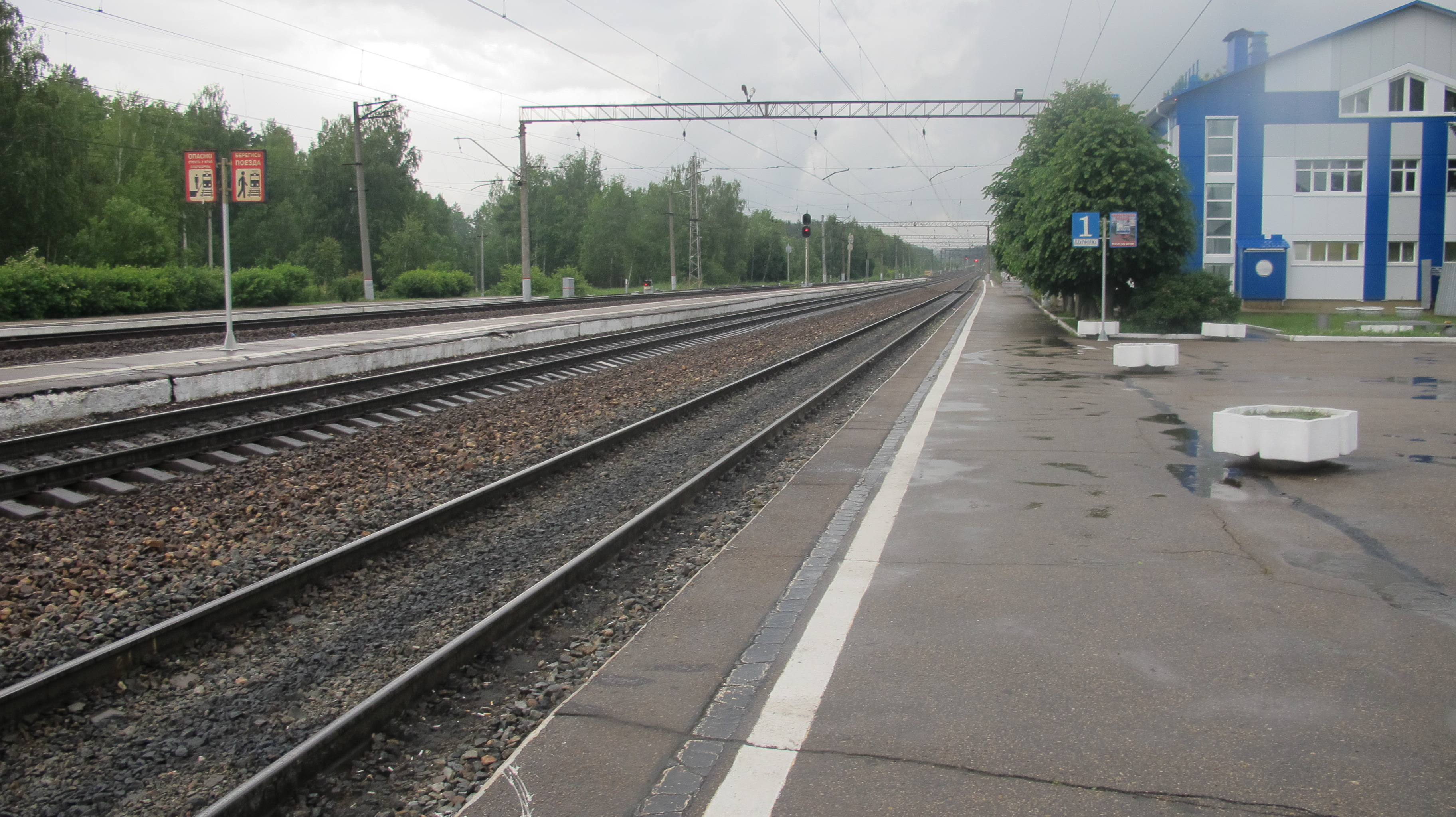
widok w stronę Moskwy